# 1 juli
1 juli är den 182:a dagen på året i den gregorianska kalendern (183:e under skottår). Det återstår 183 dagar av året.

## Återkommande bemärkelsedagar

### Nationaldagar
- Burundi (till minne av självständigheten från Belgien denna dag 1962)
- Kanada (Kanadadagen till minne av grundandet av Kanadensiska konfederationen denna dag 1867)
- Rwanda (till minne av självständigheten från Belgien denna dag 1962)
- Somalia (till minne av grundandet av republiken denna dag 1960) (utbrytarstaten Somaliland firar dock nationaldag 18 maj)

## Namnsdagar

### I den svenska almanackan
- Nuvarande – Aron och Mirjam
- Föregående i bokstavsordning
  - Arent – Namnet infördes på dagens datum 1986, men utgick 1993.
  - Arild – Namnet infördes på dagens datum 1986, men utgick 1993.
  - Aron – Namnet infördes, till minne av Moses bror med detta namn, på dagens datum 1708 och har funnits där sedan dess.
  - Mirjam – Namnet infördes 1986 på 5 juli, men flyttades 1993 till dagens datum och har funnits där sedan dess.
- Föregående i kronologisk ordning
  - Före 1708 – ?
  - 1708–1900 – Aron
  - 1901–1985 – Aron
  - 1986–1992 – Aron, Arent och Arild
  - 1993–2000 – Aron och Mirjam
  - Från 2001 – Aron och Mirjam
- Källor
  - Brylla, Eva (red.): Namnlängdsboken, Norstedts ordbok, Stockholm, 2000. ISBN 91-7227-204-X
  - af Klintberg, Bengt: Namnen i almanackan, Norstedts ordbok, Stockholm, 2001. ISBN 91-7227-292-9

### Finlandssvenska almanackan
- Nuvarande från 2010[1] – Aron, Kasimir
- I föregående revideringar[a][2]
  - 1929–1949 – Aron
  - 1950–2009 – Kasimir

## Händelser
- 1527 – Philipps-Universität Marburg grundas.
- 1569 – Kungariket Polen och storfurstendömet Litauen går genom unionen i Lublin samman i realunion och bildar det Polsk-litauiska samväldet. De båda rikena har varit i personalunion (det vill säga haft samma regent) i nästan 200 år (sedan unionen i Krewo 1385), men nu stärks alltså unionsbanden ytterligare. Under 1500- och 1600-talen är samväldet ett av Europas största och mäktigaste länder med en yta på en miljon kvadratkilometer och elva miljoner innevånare vid höjdpunkten i början av 1600-talet. Unionen äger bestånd fram till 1795, då Polens tredje delning gör att landet helt upphör som självständig stat och försvinner från den europeiska kartan. När Polen och Litauen återuppstår som självständiga länder vid första världskrigets slut (1918) återupptas inte unionen.
- 1690 – Den katolske och jakobitiske kungen Jakob II av England, Skottland och Irland blir besegrad av den protestantiske tronkrävaren Vilhelm av Oranien i slaget vid Boyne nära Drogheda strax norr om Dublin på Irland, då Jakobs 25 000 man starka armé förlorar mot Vilhelms här på 36 000 man (Vilhelms förluster uppgår till 750 man, medan Jakobs är dubbelt så stora). Jakob har blivit avsatt från sina troner redan 1688 genom den ärorika revolutionen, men då han vägrar acceptera avsättningen har krig utbrutit mellan honom och den nye kungen Vilhelm. Även om kriget inte tar slut förrän året därpå blir slaget en vändpunkt i kriget, som sedermera leder till att Jakob tvingas i landsflykt under resten av sitt liv. Det blir också det mest kända slaget i Irlands historia och minnet av det firas varje år av Oranienorden med marscher genom olika delar av Nordirland.[b]
- 1855 – Sveriges första frimärken utkommer och har Sveriges riksvapen som motiv samt finns i valörer mellan 3 och 24 skilling banco. I och med detta inför även Sverige den reformering av postbefordran, som frimärken innebär, nämligen att man får enhetligt porto, så att priset på att skicka brevförsändelser varierar beroende på vikt och storlek, istället för som tidigare att man har fått betala olika beroende på hur långt försändelsen ska skickas. Systemet har börjat i Storbritannien 15 år tidigare (1840) och sedan dess spritt sig över Europa – till Danmark har det kommit 1851, i Norge införs det samma år som i Sverige och i Finland 1856.
- 1863 – En sydstatsarmé på 72 000 man, ledd av general Robert E. Lee, drabbar samman med en nordstatshär på 94 000 man, ledd av general George Meade vid Gettysburg i Pennsylvania. Detta blir inledningen på slaget vid Gettysburg, som varar till den 3 juli och blir den blodigaste drabbningen under det amerikanska inbördeskriget. Det blir också vändpunkten i kriget, då nordstatssidans seger den 3 juli stoppar general Lees invasion i norr och ger nordstatarna initiativet i kriget.
- 1867 – Det så kallade Brittiska Nordamerikafördraget, som har undertecknats den 29 mars samma år, träder i kraft och genom detta skapas Kanada som den första självständiga dominionen inom det brittiska imperiet.[3] Den tidigare provinsen Kanada delas upp i Ontario och Québec, vilka tillsammans med New Brunswick och Nova Scotia bildar den nya konfederationen. Även om Kanada idag (2025) till största delen är självständigt ingår det fortfarande i det brittiska samväldet och den brittiska monarken är fortfarande Kanadas formella statsöverhuvud. På grund av ikraftträdandet firas 1 juli idag som Kanadas nationaldag.
- 1868 – Högbanan West Side and Yonkers Patent Railway i New York invigs. Det är världens första kabelspårväg, där tågen drivs med en kabel, som löper mellan rälerna och i sin tur drivs av ånglok, placerade i källare utmed banan. Banan blir dock ingen framgång, då kabeln ofta går sönder och man även drabbas av andra problem. Redan 1870 går företaget, som driver banan, i konkurs och efterträdaren bygger om den till ångloksdrift. Den förblir därefter i bruk till 1940, då den monteras ner, förutom en liten del över Harlemfloden, som förblir i drift fram till 1958.
- 1893
  - Järnvägen Saltsjöbanan, som går mellan Slussen i Stockholm och den nybyggda förorten Saltsjöbaden invigs. Den är en del i Knut Agathon Wallenbergs önskan att Saltsjöbaden ska bli exklusiv badort och detta lyckas väl. Banan blir från början mycket lönsam (även det faktum att familjen Wallenbergs fabriker i det intilliggande Nacka använder den för godstransporter bidrar till detta) och 1913 blir den en av de första i Sverige, som elektrifieras. Från början slutar den dock några 100 meter från Slussen och först 1935, i samband med byggandet av den nuvarande trafikplatsen där, dras banan ända fram dit.
  - De båda svenska missionärerna Anders Daniel Johansson och Otto Wikholm blir mördade i Songbu i den kinesiska Hubeiprovinsen. Morden får stor uppmärksamhet i både Sverige och Kina och leder till långvariga förhandlingar mellan den nyutnämnde svensk-norske konsuln Carl Bock och Hubeis vicekung Zhang Zhidong. Så småningom avrättas två personer, misstänkta för morden.
- 1904 – Olympiska sommarspelen 1904 invigs i Saint Louis.
- 1908 – Morsesignalen SOS (                        ; ”tre korta, tre långa, tre korta”) tas i bruk som internationell nödsignal. 1906 har tyskarna vid en internationell konferens i Berlin föreslagit SOE som internationell nödsignal, då denna har använts i Tyskland ett tag. Man väljer dock den andra, eftersom E (i morsealfabetet representerat med endast en punkt) anses för kort och SOS anses lättare, då det är mer rytmiskt. Den nya signalen ersätter därmed det gamla nödanropet CQD. I efterhand har det bland annat uppstått en myt om att SOS skulle vara en förkortning för ”Save Our Souls” (”rädda våra själar”) och att fartyget RMS Titanic skulle ha varit det första, som använde SOS vid sin förlisning. Det troliga är dock istället att de konservativa engelsmännen vid förlisningen 1912 ännu inte hade övergett CQD, men att detta blev sista gången denna signal användes.
- 1916 – Ententen inleder slaget vid Somme, som pågår till den 18 november och blir ett av de blodigaste slagen på västfronten under första världskriget. Inledningsvis deltar 280 000 man på ententens sida och 260 000 man på den tyska, men allteftersom offensiven drar ut på tiden och slukar fler dödsoffer tvingas båda sidor sätta in fler och fler mannar, tills slutligen 1,2 miljoner man har satts in på ententensidan och nästan 1,4 miljoner på den tyska sidan. Över 600 000 man stupar på den västallierade sidan, medan tyskarna förlorar uppåt 500 000 man under de fyra och en halv månad, som slaget varar. Efteråt får många befälhavare skarp kritik för de stora förlusterna i människoliv, vilka inte leder till så stora framgångar, som man har hoppats på.
- 1926 – Flygvapnet sätts upp enligt 1925 års försvarsbeslut och uppdelas på fyra flygkårer och en flygskola. Dessa förläggs i ordning till Västerås (F 1), Hägernäs (F 2), Malmslätt (F 3), Frösön (F 4), och slutligen krigsflygskolan till Ljungbyhed (F 5). De ombildas senare till flygflottiljer.
- 1939 – Första flygkåren  Västmanlands flygflottilj (F 1) sätts upp i Västerås. Flygkåren hade från början en mycket liten organisation som bestod av ett spanings- samt ett bomb- och jaktkompani. Flygkåren hade inte heller någon egen förläggning, utan övertog den gamla infanterikasernerna i Viksäng där Västmanlands regemente (I 18) var förlagda fram till 1927.
- 1940 – Skaraborgs Flygflottilj (F 7), Göta Flygflottilj (F 9) och Skånska Flygflottiljen (F 10) sätts upp denna dag. Beslutet om F 7 kom redan 1936, medan de två senare snabbuppsattes på grund av det då uppkomna Andra Världskriget.
- 1941 – Den amerikanska etermediakommissionen Federal Communications Commission (FCC) ger tillåtelse till sändning av kommersiell, reklamfinansierad tv i USA. Samma dag utfärdar kommissionen reklam-tv-licenser till två radiobolag, som genast inleder tv-sändningar. Det ena är WNBC, som sedermera utvecklas till National Broadcasting Company (NBC) och det andra är WCBW, som sedermera blir Columbia Broadcasting System (CBS). Dessa blir rikstäckande i USA och är idag två av landets största tv-nätverk (NBC är till och med det näst största i världen, efter brittiska BBC).
- 1942 – Den svenske löparen Gunder Hägg inleder en period på 80 dagar (fram till 20 september) under vilken han slår inte mindre än 10 världsrekord. Därmed innehar han ett kort tag världsrekorden i löpning på samtliga distanser mellan 1 500 och 5 000 meter. Hägg står nu på höjden av sin karriär och efter en löparturné i USA året därpå blir han tilldelad den prestigefyllda amerikanska titeln Athlete of the Year, vilken han tillsammans med Ingemar Johansson och Annika Sörenstam är ensam svensk om att erhålla.
- 1945 – Tyskland delas upp i fyra ockupationszoner mellan andra världskrigets segrarmakter Frankrike, Sovjetunionen, Storbritannien och USA. Tyskland har kapitulerat villkorslöst till de allierade den 7 maj och sedan det allierade kontrollrådet den 23 maj har arresterat och upplöst den tyska Flensburgregeringen (som i sin tur har efterträtt Adolf Hitler som Tysklands regering efter dennes självmord den 30 april) har det den 5 juni formellt har utropat sig till Tysklands lagliga regering. Samma dag har man gjort upp gränserna för hur ockupationszonerna ska se ut och nu upprättas alltså dessa zoner. Därmed börjar de amerikanska trupperna dra sig tillbaka från den del av den sovjetiska zonen, som de har ockuperat under framryckningen genom Tyskland. Huvudstaden Berlin är likaledes uppdelad i fyra sektorer mellan de fyra makterna, trots att den ligger djupt inne i den sovjetiska zonen. Det sedan 1938 av Tyskland annekterade Österrike och dess huvudstad Wien delas upp på samma sätt. Ockupationen består fram till 1949, då den franska, brittiska och amerikanska zonen slås samman och bildar Förbundsrepubliken Tyskland (Västtyskland), medan den sovjetiska bildar Tyska demokratiska republiken (Östtyskland). Medan Österrike blir helt fritt 1955 består en viss allierad överhöghet över de tyska staterna fram till deras återförening 1990.
- 1949 – tillträder socialdemokraten David Hall som finansminister.
- 1960
  - Den belgiska kolonin Kongo blir självständig med namnet Republiken Kongo[4] (från 1964 Demokratiska republiken Kongo) Den har då tillhört Belgien sedan 1908, efter att dessförinnan (sedan 1885) ha varit den belgiske kungen Leopold II:s personliga egendom. Den nybildade republiken blir dock kortlivad, då Mobutu Sese Seko 1965 tar makten genom en statskupp och ombildar landet till diktaturen Zaire.
  - Den italienska kolonin Förvaltarskapsområdet Somalia blir självständig från moderlandet[5] och går då samman med Staten Somaliland (som fem dagar tidigare har blivit självständig från Storbritannien) och de båda bildar Somaliska republiken. 1991 bryter sig den förutvarande Staten Somaliland dock ut ur landet och bildar Somaliland. Denna utbrytarstat är dock inte erkänd av världssamfundet och anses internationellt fortfarande som en somalisk provins.
- 1961 – Carlforsska gymnasiet i Västerås blev klar för inflyttning.
- 1962 – Det belgiska FN-mandatet Ruanda-Urundi upphör och därmed blir området självständigt.[6][7] Då det har bestått av de båda gamla afrikanska kungadömena Rwanda och Burundi delas det i dessa två, även om det förstnämnda i samband med detta blir republiken Rwanda. Burundi förblir kungarike till 1966, då även det blir republik genom en statskupp.
- 1971
  - Högskoleenheten i Luleå inrättas. Den får sedermera namnet Högskolan i Luleå, men kallas allmänt Luleå tekniska högskola, innan den 1997 omvandlas till Luleå tekniska universitet (LTU). Enhetens första utbildning (civilingenjörsexamen i maskinteknik) startar 1 september och redan 1972 förläggs det mesta av Kungliga Tekniska högskolans utbildning i bergsvetenskap hit, eftersom det svenska bergsbrukets tyngdpunkt under 1900-talet har förskjutits från Bergslagen till norra Norrland. Numera är LTU Skandinaviens nordligaste tekniska universitet.
  - En svensk lag om husligt arbete träder i kraft,[8] sedan den har antagits av riksdagen den 17 december året före. Den ersätter då hembiträdeslagen från 1944, bland annat för att just hembiträdena blir allt färre i landet och idag berör den framförallt barnflickor och personliga assistenter. Genom lagen får även husligt anställda åtta timmars reglerad arbetsdag – 50 år efter att detta har införts allmänt i Sverige.
- 1977 – Den svenska ölbeteckningen mellanöl avskaffas. Ölet, som har haft en alkoholhalt på mellan 3,5 och 4,5 volymprocent, har sålts i svenska livsmedelsbutiker sedan 1965, men har blivit kraftigt kritiserat, eftersom dess lättillgänglighet har ansetts bidra till ungdomars alkoholmissbruk. Själva procentsatsen tas inte bort, men från och med nu klassificeras öl med 3,5 volymprocent och däröver som starköl, vilket medför att det endast får säljas på Systembolaget, vilket begränsar tillgängligheten (tidigare räknades starköl från 4,5 volymprocent och uppåt). Lättöl (med en alkoholhalt på upp till 2,25 volymprocent) och folköl (mellan 2,25 och 3,5 volymprocent) finns dock fortfarande tillgänglig i vanliga livsmedelsaffärer.
- 1983 – Härnösandsbiskopen Bertil Werkström efterträder Olof Sundby som biskop i Uppsala ärkestift och därmed som Svenska kyrkans ärkebiskop. Eftersom de svenska ärkebiskoparna numera inte sitter på livstid förblir Werkström ärkebiskop i tio år, innan han pensionerar sig 1993.
- 1987 – Sedan flera vittnen har observerat ubåtsrörelser vid Törefjärden vid Norrbottens kust inleder svenska marinen en omfattande ubåtsjakt där, vilken kommer att pågå i över en månad (till 4 augusti). Jakten ger inga direkta resultat och tar slut, sedan det står klart att man inte får någon hjälp från södra Sverige. Den 10 augusti publiceras en bild på vad som anses vara en främmande ubåt i området.
- 1990
  - Ett drygt halvår efter Berlinmurens fall genomförs en valutaunion mellan Öst- och Västtyskland. Den östtyska marken avskaffas och i båda de tyska staterna införs den västtyska D-marken som betalningsmedel. Sedan murens fall har det förekommit diverse olagliga växlingar med olika växlingskurser på uppemot 1:10 (10 östtyska mark för 1 D-mark). Så småningom har kursen dock stabiliserats på 1:3 och från och med nu ligger den på 1:2 (privatpersoner kan dessutom växla in upp till 4 000 ostmark med kursen 1:1). Valutaunionen är en förberedelse inför de tyska staternas återförening, som äger rum den 3 oktober samma år.
  - Det svenska begreppet rattonykterhet tas bort. Det har fram till nu betecknat brottet att köra bil i berusat tillstånd med en alkoholhalt på mellan 0,5 och 1,5 promille i blodet. Berusning med högre halt har tidigare benämnts rattfylla och ansetts som ett grövre brott än rattonykterhet, men gränsen för detta sänks nu till 0,2 promille. Sedermera införs också begreppet grov rattfylla, vilket från och med 1994 betecknar en promillehalt på 1,0.
- 1991
  - Den tjeckoslovakiske presidenten Václav Havel upplöser formellt det kommunistiska östblockets försvarsorganisation Warszawapakten, sedan medlemsstaternas utrikesministrar har avskaffat den vid ett möte i Ungern den 25 februari. Pakten bildades 1955 som en motvikt mot den 1949 bildade västliga försvarsalliansen Nato, men efter Berlinmurens fall och kalla krigets slut har den spelat ut sin roll. Under 1990-talet och 2000-talet blir flera av dess forna medlemsstater istället medlemmar i Nato.
  - Vid en ceremoni i Haag i Nederländerna överlämnar den svenske statsministern Ingvar Carlsson Sveriges ansökan om medlemskap i de europeiska gemenskaperna (EG). Därmed vidtar förhandlingar om medlemskap, vilka tar flera år. Den 13 november 1994 hålls en folkomröstning om huruvida Sverige ska gå med i den sedan 1993 bildade Europeiska unionen (EU) enligt det avtal som har förhandlats fram, eller om avtalet ska omförhandlas ytterligare. Då jasidan segrar med 52,3 procent avslutas förhandlingarna därmed och Sverige blir 1 januari 1995 medlem i EU.
- 1994 – Antar Västmanlands försvarsområde namnet Västmanlands regemente med beteckningen  Västmanlands regemente (Fo 48).
- 1997 – Storbritannien överlämnar kronkolonin Hongkong till Kina, enligt bestämmelserna i det avtal, som undertecknades mellan Storbritannien och Kina 1984. Hongkong har då tillhört Storbritannien i över 150 år (sedan 1842, då britterna erövrade området under det första opiumkriget). För att övergången från den brittiska kapitalismen till den kinesiska kommunismen ska gå så smidigt som möjligt har man i avtalet infört bestämmelsen att systemen ska få samexistera i Hongkong under 50 år från överlämnandet under devisen ”ett land, två system”. Två år senare överlämnar även Portugal den intilliggande portugisiska kolonin Macao till Kina.
- 2000 – Efter en byggtid på fem år invigs den så kallade Öresundsförbindelsen över och under Öresund (bro och tunnel) för både bil- och tågtrafik mellan den skånska staden Malmö och den danska huvudstaden Köpenhamn. Invigningen görs av den svenske kungen Carl XVI Gustaf och den danska drottningen Margrethe II. I samband med invigningen genomförs ett halvt marathonlopp över bron, vilket kallas Broloppet och under några år blir en årligen återkommande händelse.
- 2002 – Ett amerikanskt fraktflygplan med två piloter ombord kolliderar strax efter 23.30 på kvällen med ett ryskt passagerarflygplan med 60 passagerare och 9 besättningsmän över Überlingen i Tyskland. Samtliga 71 personer i flygplanen omkommer, men ingen på marken skadas eller dödas. Ironiskt nog inträffar olyckan sedan båda planen har inlett åtgärder för att undvika kollision, genom att båda har ändrat höjd, efter att från olika håll ha fått veta att de befinner sig på kollisionskurs med det andra planet.
- 2005 – En lagändring ger svenska samkönade kvinnliga par rätt till insemination, om de vill skaffa barn. Tidigare har denna typ av barnalstring varit förbehållen olikkönade par, som inte kan få barn på ”naturlig väg” (genom oskyddat samlag) och samkönade par har varit hänvisade till adoption. Genom lagändringen blir det alltså även möjligt för kvinnor i en samkönad relation att skaffa biologiska barn.
- 2007 – En svensk skattereform ger privatpersoner rätt att ansöka om skattereduktion för hushållsnära tjänster. Reduktionen gäller kostnader för maximalt 100 000 kronor per år, och man kan få avdrag med högst 50 % av kostnaden. Reformen – som får namnet RUT-avdrag – blir dock kontroversiell, då den mest anses gynna höginkomsttagare.[9] Den  är omdebatterad ännu på 2020-talet.[10]
- 2009
  - Den svenska apoteksmarknaden avregleras, genom att det statliga apoteksmonopolet, som har införts 1970, avskaffas. Därmed blir det tillåtet för privata aktörer att bedriva apoteksverksamhet i Sverige och den 1 november samma år får också affärer rätt att sälja vissa ickereceptbelagda läkemedel, som exempelvis värktabletter. I samband med avskaffandet av monopolet omvandlas den statliga apotekskedjan Apoteket till aktiebolag (dock fortfarande statligt ägt) och även om den finns kvar säljs många av dess butiker till privata aktörer.
  - Den portugisiske fotbollsspelaren Cristiano Ronaldo övergår till den spanska fotbollsklubben Real Madrid och lämnar därmed den engelska Manchester United FC, som han har spelat för i sex år. Real Madrid har erbjudit Manchester United rekordsumman 90 miljoner pund (strax över en miljard kronor) för Ronaldo, men slutsumman har hamnat på 80 miljoner pund (960 miljoner kronor). Detta är den dittills högsta summan som någonsin har betalats för en fotbollsspelare, men den överträffas redan 2013, då Real Madrid köper walesiske Gareth Bale från den engelska klubben Tottenham Hotspur FC för 85,3 miljoner pund.

## Födda
- 1481 – Kristian II, kung av Danmark och Norge 1513–1523 samt av Sverige 1520–1521
- 1534 – Fredrik II, kung av Danmark och Norge 1559-1588
- 1549 – Decio Azzolino den äldre, italiensk kardinal
- 1646 – Gottfried Wilhelm von Leibniz, tysk filosof, matematiker och friherre
- 1742 – Georg Christoph Lichtenberg, tysk fysiker
- 1776 – Sophie Gay, fransk författare
- 1804 – Aurore Dudevant, fransk författare och feminist med pseudonymen George Sand
- 1810 – Christian Naumann, svensk jurist och professor
- 1818 – Ignaz Semmelweis, ungersk läkare
- 1823 – Charles B. Farwell, amerikansk republikansk politiker, senator för Illinois 1887–1891
- 1830 – Paris Gibson, amerikansk demokratisk politiker och affärsman, senator för Montana 1901–1905
- 1833 – Heinrich Neuhaus, tysk-svensk litograf
- 1852 – Pontus Henriques, svensk teknisk lärare och läroboksförfattare
- 1858 – Willard Leroy Metcalf, amerikansk målare
- 1866 – Clifford Harmon, amerikansk flygpionjär
- 1869 – August Lundmark, svensk skådespelare
- 1870 – Susanna Hanan, nyzeeländsk guvernant, sångare och samhällsarbetare
- 1872 – Louis Blériot, fransk flygpionjär
- 1873 – Andrass Samuelsen, färöisk politiker, Färöarnas lagman 1948–1950
- 1878 – Joseph Maréchal, belgisk jesuit och filosof
- 1879 – Léon Jouhaux, fransk fackföreningsledare, mottagare av Nobels fredspris 1951
- 1882 – René Caudron, fransk flygpionjär
- 1885 – Hjalmar Nyrop, svensk ingenjör, biltävlingsförare, flygplanskonstruktör och flygpionjär
- 1886 – Gabrielle Robinne, fransk skådespelare
- 1891 – Sten Selander, svensk poet, essäist och botaniker, ledamot av Svenska Akademien 1953-1957
- 1892 – James M. Cain, amerikansk författare
- 1896 – Harald Beijer, svensk författare och manusförfattare
- 1899 – Charles Laughton, brittisk-amerikansk skådespelare
- 1902
  - Josep Lluís Sert, spansk arkitekt
  - William Wyler, amerikansk regissör
- 1903 – Amy Johnson, brittisk flygpionjär
- 1904 – Herman Zetterberg, svensk socialdemokratisk politiker, Sveriges justitieminister 1945–1957
- 1906 – Estée Lauder, amerikansk kosmetikaföretagare
- 1909
  - Wesley Bolin, amerikansk politiker, guvernör i Arizona 1977-1978
  - Madge Evans, amerikansk skådespelare och fotomodell
- 1912 – Volodja Semitjov, svensk journalist och manusförfattare
- 1914 – Ahmad Hasan al-Bakr, irakisk politiker, Iraks premiärminister 1963 och president 1968–1979
- 1915
  - Willie Dixon, amerikansk musiker
  - William L. Scott, amerikansk republikansk politiker, senator för Virginia 1973–1979
- 1916
  - Gesa Lindblad, svensk skådespelare
  - Olivia de Havilland, amerikansk skådespelare (död 2020)
- 1918 – Siv Ericks, svensk skådespelare
- 1920
  - Greta Liming, svensk skådespelare
  - Harold Sakata, japansk-amerikansk tyngdlyftare och skådespelare
  - Kjeld Petersen, dansk skådespelare
- 1921 – Seretse Khama, botswansk politiker, Botswanas president 1966-1980
- 1922 – Carl-Gustaf Andrén, svensk teolog, professor och universitetskansler (död 2018)
- 1925 – Farley Granger, amerikansk skådespelare
- 1926
  - Robert Fogel, amerikansk ekonom, mottagare av Sveriges Riksbanks pris i ekonomisk vetenskap till Alfred Nobels minne 1993
  - Carl Hahn, tysk företagsledare
  - Sioma Zubicky, tysk-svensk förintelseöverlevare, författare och föreläsare
- 1927
  - Winfield Dunn, amerikansk republikansk politiker, guvernör i Tennessee 1971–1975
  - Hariette Garellick, svensk skådespelare
  - Chandra Shekhar, indisk politiker, Indiens premiärminister 1990–1991
- 1928 – Birgitta Ulfsson, finlandssvensk skådespelare och regissör
- 1929 – Gerald M. Edelman, amerikansk biolog, mottagare av Nobelpriset i fysiologi eller medicin 1972
- 1930 – Moustapha Akkad, syrisk-amerikansk filmregissör
- 1931 – Leslie Caron, fransk skådespelare och dansare
- 1934
  - Claude Berri, fransk regissör
  - Jamie Farr, amerikansk skådespelare
  - Ilselil Larsen, dansk skådespelare
  - Jean Marsh, brittisk skådespelare
  - Sydney Pollack, amerikansk filmproducent, regissör och skådespelare
- 1935 – David Prowse, brittisk skådespelare (död 2020)
- 1939 – Karen Black, amerikansk skådespelare
- 1941
  - Alfred G. Gilman, amerikansk biokemist, mottagare av Nobelpriset i fysiologi eller medicin 1994
  - Myron Scholes, kanadensisk ekonom, mottagare av Sveriges Riksbanks pris i ekonomisk vetenskap till Alfred Nobels minne 1997
- 1942
  - Geneviève Bujold, kanadensisk skådespelare
  - Andraé Crouch, amerikansk musiker
  - Gustaf Elander, svensk skådespelare
- 1944
  - Catharina Grünbaum, svensk språkvetare
  - Gunnar "Hulån" Larsson, svensk längdskidåkare
- 1945
  - Jane Cederqvist, svensk simmare och ämbetsman, generaldirektör och chef för Statens historiska museum, OS-silver och bragdmedaljör 1960
  - Debbie Harry, amerikansk rocksångare och skådespelare, medlem i gruppen Blondie
- 1946
  - Stefan Aust, tysk journalist, chefredaktör för tidningen Der Spiegel 1994–2008
  - Mireya Elisa Moscoso, panamansk politiker, Panamas president 1999–2004
  - Erkki Tuomioja, finländsk socialdemokratisk politiker, Finlands handels- och industriminister 1999–2000 samt utrikesminister 2000–2007 och 2011–2015
- 1947
  - Mats Ljung, svensk revyartist, bondkomiker, författare och trubadur
  - Malcolm Wicks, brittisk labourpolitiker, parlamentsledamot 1992-2012
- 1948
  - Thomas Nystedt, svensk skådespelare
  - Ann-Christin Santesson, svensk filmproducent, scripta och skådespelare
- 1949 – John Farnham, australisk sångare
- 1950 – David Duke, amerikansk konservativ politiker och författare
- 1952 – Dan Aykroyd, kanadensisk-amerikansk skådespelare, regissör, filmproducent, manusförfattare och komiker
- 1954 – György Horkai, ungersk vattenpolospelare
- 1956
  - Ulf Larsson, svensk skådespelare, komiker, regissör och programledare
  - Alan Ruck, amerikansk skådespelare
- 1957 – Wayne David, brittisk labourpolitiker, parlamentsledamot 2001–
- 1959
  - Anne Smith, amerikansk tennisspelare
  - Uno Svenningsson, svensk sångare, låtskrivare och gitarrist
- 1960
  - Mikael Håfström, svensk regissör och manusförfattare
  - Urban Svensson, svensk kristdemokratisk politiker
- 1961
  - Kalpana Chawla, indisk-amerikansk astronaut
  - Carl Lewis, amerikansk friidrottare, sprinter och längdhoppare
  - Victoria Nuland, amerikansk diplomat
  - Diana Spencer, brittisk prinsessa av Wales 1981–1996
- 1962 – Andre Braugher, amerikansk skådespelare
- 1963
  - Naser Khader, dansk-syrisk skribent, föredragshållare och politiker
  - Edward T. Lu, amerikansk astronaut
- 1965
  - Tito Beltrán, chilensk-svensk operasångare
  - Harald Zwart, norsk regissör och manusförfattare
- 1966
  - Ola Andersson, svensk fotbollsspelare
  - Frank De Bleeckere, belgisk fotbollsdomare
  - Patrick McEnroe, amerikansk tennisspelare
- 1967 – Pamela Anderson, kanadensisk-amerikansk skådespelare, modell och formgivare
- 1968 – Anna Schulze, svensk författare
- 1969 – Alexander Tolstoy, svensk skådespelare
- 1971 – Melissa Elliott, amerikansk sångare, textförfattare och musikproducent med artistnamnet Missy Elliott
- 1972 – Steffi Nerius, tysk friidrottare
- 1974 – Maksim Susjinskij, rysk ishockeyspelare
- 1975 – Tatjana Tomasjova, rysk friidrottare
- 1976
  - Patrick Kluivert, nederländsk fotbollsspelare
  - Ruud van Nistelrooy, nederländsk fotbollsspelare
  - Rigobert Song, kamerunsk fotbollsspelare
  - Szymon Ziółkowski, polsk friidrottare
- 1977
  - Peter Larsson, svensk musiker, medlem i dansbandsgruppen Larz-Kristerz
  - Jarome Iginla, kanadensisk ishockeyspelare
  - Liv Tyler, amerikansk skådespelare, fotomodell och Unicef-ambassadör
- 1978 – Catalina, amerikansk porrskådespelare och modell
- 1980 – Gisele Bündchen, brasiliansk fotomodell och skådespelare
- 1982
  - Hilarie Burton, amerikansk skådespelare
  - Johann Tschopp, schweizisk cyklist
- 1983 – Marit Larsen, norsk sångare och låtskrivare
- 1984
  - Jaysuma Saidy Ndure, norsk friidrottare
  - Donald Thomas, bahamansk höjdhoppare
- 1989 – Mehdi Carcela-González, marockansk fotbollsspelare
- 1995 – Lee Tae-yong, medlem i musikgruppen NCT

## Avlidna
- 1109 – Alfons VI, kung av Kastilien och León
- 1277 – Baibars al-Bunduqdari, mamlukisk sultan av Egypten
- 1614 – Isaac Casaubon, 55, fransk-schweizisk klassisk filolog
- 1766 – Jean-François de la Barre, 20, fransk adelsman
- 1782 – Charles Watson-Wentworth, 2:e markis av Rockingham, 52, brittisk politiker, Storbritanniens premiärminister
- 1784 – Wilhelm Friedemann Bach, 73, tysk kompositör och organist
- 1819 – Levin Winder, 61, amerikansk federalistisk politiker, guvernör i Maryland
- 1839 – Mahmud II, 53, sultan av osmanska riket
- 1855 – Antonio Rosmini, 58, italiensk katolsk präst, filosof och ordensgrundare
- 1856 – Thomasine Gyllembourg, 82, dansk författare
- 1876 – Michail Bakunin, 62, rysk revolutionär och agitator
- 1880 – Jules von Schwerin, 69, svensk friherre, militär och politiker
- 1884 – Allan Pinkerton, 64, brittisk-amerikansk privatdetektiv, grundare av Pinkertons detektivbyrå
- 1895 – Petko Slavejkov, 66, bulgarisk författare och politiker
- 1896 – Harriet Beecher Stowe, 85, amerikansk författare och slaverimotståndare, mest känd för romanen Onkel Toms stuga
- 1898 – Siegfried Marcus, 66, tysk uppfinnare
- 1904 – George Frederic Watts, 87, brittisk målare och skulptör
- 1905 – John Hay, 66, amerikansk republikansk politiker, USA:s utrikesminister
- 1911 – Smith Ely, 86, amerikansk politiker
- 1912 – Harriet Quimby, 37, amerikansk flygpionjär
- 1914 – August Storm, 51, svensk sångförfattare och överstelöjtnant, finanssekreterare i Frälsningsarmén
- 1925 – Erik Satie, 59, fransk kompositör
- 1927 – Charles W. Gates, 71, amerikansk republikansk politiker och affärsman, guvernör i Vermont
- 1928 – Avery Hopwood, 46, amerikansk dramatiker
- 1934
  - Edgar Julius Jung, 40, tysk politiker
  - Chester I. Long, 73, amerikansk republikansk politiker, senator för Kansas
  - Ernst Röhm, 46, tysk yrkesofficer och nazistisk politiker, ledare för SA
- 1938 – Hellmuth Hirth, 52, tysk ingenjör och flygpionjär
- 1940 – Ben Turpin, 70, amerikansk stumfilmsskådespelare
- 1950 – Eliel Saarinen, 76, finländsk-amerikansk arkitekt och stadsplanerare
- 1954 – Thea von Harbou, 65, tysk författare, manusförfattare och skådespelare
- 1958 – Rudolf von Laban, 78, ungersk dansare, dansteoretiker och koreograf
- 1961 – Louis-Ferdinand Céline, 67, fransk läkare och författare
- 1963 – Sayyid Abdullah ibn Khalifa, 53, sultan av Zanzibar
- 1964 – Arvid Müller, 58, dansk manusförfattare
- 1969 – Lilly Kjellström, 67, svensk skådespelare
- 1971
  - Lawrence Bragg, 81, australisk fysiker, mottagare av Nobelpriset i fysik 1915
  - Gustaf ”Lulle” Johansson, 70, svensk ishockey- och bandyspelare samt journalist
- 1974 – Juan Perón, 78, argentinsk arméöverste och politiker, Argentinas president
- 1978
  - René Malaise, 85, svensk insektsforskare
  - Kurt Student, 88, tysk militär
- 1980 – Gustaf Kollberg, 88, svensk folkpartistisk politiker
- 1983 – Buckminster Fuller, 87, amerikansk formgivare, arkitekt, uppfinnare och författare
- 1987 – Henrik Wiehe, 60, dansk skådespelare
- 1988 – Veit Bethke, 66, svensk dansare och skådespelare
- 1991 – Michael Landon, 54, amerikansk skådespelare, regissör och sångare
- 1992 – Harald Gripe, 70, svensk konstnär och illustratör
- 1995 – Robert Weston Smith, 57, amerikansk radio-, TV- och filmartist med pseudonymen Wolfman Jack
- 1996 – Margaux Hemingway, 42, amerikansk skådespelare och fotomodell
- 1997 – Robert Mitchum, 79, amerikansk skådespelare
- 1998 – Stig Järrel, 88, svensk skådespelare och revyartist
- 1999
  - Dennis Brown, 42, jamaicansk reggaesångare
  - Guy Mitchell, 72, amerikansk sångare
  - Joshua Nkomo, 82, zimbabwisk politiker
  - Sylvia Sidney, 88, amerikansk skådespelare
  - Stig Westerberg, 80, svensk dirigent och pianist
- 2000
  - Torbjörn Iwan Lundquist, 79, svensk tonsättare och kompositör
  - Walter Matthau, 79, amerikansk skådespelare
- 2001 – Nikolaj G. Basov, 78, sovjetisk fysiker, mottagare av Nobelpriset i fysik 1964
- 2004
  - Peter Barnes, 73, brittisk dramatiker
  - Marlon Brando, 80, amerikansk skådespelare
- 2005 – Luther Vandross, 54, amerikansk sångare och musikproducent
- 2006 – Ryutaro Hashimoto, 68, japansk politiker, Japans premiärminister
- 2007 – Git Gay, 85, svensk skådespelare, sångare och revyartist
- 2008
  - Mogens Glistrup, 82, dansk politiker
  - Robert Harling, 98, brittisk typograf och deckarförfattare
- 2009
  - Alexis Argüello, 57, nicaraguansk boxare
  - Karl Malden, 97, amerikansk skådespelare
  - Mollie Sugden, 86, brittisk skådespelare
- 2010 – Tommy Tabermann, 62, finländsk diktare och politiker
- 2011 – Willie Fernie, 82, skotsk fotbollsspelare
- 2012 – Alan G. Poindexter, 50, amerikansk astronaut
- 2023 – Dilano van 't Hoff, 18, nederländsk racerförare
- 2024
  - Jan-Erik Wikström, 91, svensk folkpartistisk politiker, statsråd 1976–1982, landshövding i Uppsala län 1992–1997
  - Ismail Kadare, 88, albansk-fransk författare